# Тунгавидья
Тунгави́дья (IAST: Tuṅgavidyā) — пятая из восьми главных гопи, известных как ашта-сакхи, в традиции поклонения Радхе и Кришне в вайшнавизме. В гаудия-вайшнавизме принято считать, что Тунгавидья явилась на земле в конце XV века в Бенгалии как Вакрешвара Пандит — один из близких спутников Чайтаньи Махапрабху.
Описывается, что она на 15 дней младше Радхи, что её кожа красноватого цвета подобно кункуме, что она носит одежду белого цвета и имеет горячий нрав. Также говорится, что Тунгавидья обладает совершенными знаниями всех восемнадцати ветвей ведийского знания. Она известна как знаток музыки и для удовольствия Радхи и Кришны красиво поёт и умело играет на вине. Она очень искусно устраивает свидания Радхи и Кришны. Утверждается, что местом её рождения является деревня Дабхаро (Дамала) в районе Вриндаваны. Её отца зовут Паушкара и мать Медха и она замужем за Балишей.